# Oskar Farny

Oskar Farny

Oskar Farny (* 9. April 1891 in Dürren; † 20. Juni 1983 in Wangen im Allgäu) war ein deutscher Offizier, Manager in der Landwirtschaft und Politiker. Während des Ersten Weltkriegs zuletzt als Kompaniechef tätig, übernahm Farny 1919 die Leitung des Familienunternehmens Edelweißbrauerei Farny und wurde zugleich bis 1976 Vorstandsvorsitzender der Vereinigten Käsereien Dürren.
Darüber hinaus war er zunächst vorwiegend in der Kommunalpolitik und kurzzeitig im Württembergischen Landtag tätig; von 1930 bis Juni 1933 war er als Vertreter der Zentrumspartei Mitglied des Reichstags der Weimarer Republik, ab November 1933 war er bis 1945 parteiloses Mitglied des nationalsozialistischen Reichstags. Den Zweiten Weltkrieg verbrachte er als Oberstleutnant und Reservist in Deutschland.
1953 wurde Farny für die CDU in den Deutschen Bundestag gewählt. Bereits einen Tag darauf wurde er unter Ministerpräsident Gebhard Müller (später auch Kurt Georg Kiesinger) Minister für Bundesangelegenheiten im Staatsministerium und wirkte damit bis 1960 als Bevollmächtigter des Landes Baden-Württemberg beim Bund.

## Leben
Farny wurde 1891 als zweites von acht Geschwistern auf dem Hofgut Dürren geboren. Sein Vater war Hugo Farny. Nach dem Abitur in Ravensburg studierte er an der Eberhard Karls Universität Tübingen von 1911 bis 1913 Jura. Während seiner Studienzeit wurde er Mitglied der AV Guestfalia Tübingen im CV.
Bereits vor dem Ersten Weltkrieg begann er eine militärische Karriere in Weingarten im Infanterie-Regiment „König Wilhelm I.“ (6. Württembergisches) Nr. 124. Im Krieg wurde er Weggefährte und enger Freund des späteren Generalfeldmarschalls Erwin Rommel. Farny wurde mit dem Eisernen Kreuz beider Klassen auszeichnet. Zuletzt war er Kompaniechef und Generalstabsanwärter.
Nachdem sein älterer Bruder Hugo Farny 1919 sein Erstgeburtsrecht aufgegeben hatte und Pfarrer unter anderem in Tannheim wurde, wurde Oskar Farny Erbe des elterlichen Gutshofes und Inhaber der Edelweißbrauerei Oskar Farny in Dürren bei Waltershofen, das heute zur Gemeinde Kißlegg gehört. Die 1833 gegründete Brauerei war seit Gründung im Besitz der Familie Kugel, in die der Großvater Oskar Farnys Eustach Farny 1856 einheiratete. Ebenfalls 1919 übernahm Farny den Vorstandsvorsitz der Vereinigten Käsereien Dürren, einer Genossenschaft, aus der sich die heutige Allgäuland-Käsereien GmbH entwickelte; die Leitung hatte er bis 1976 inne.
Im Zweiten Weltkrieg diente er als Bataillonskommandeur im Infanterieregiment 290. Er wurde mit der Spange zum Eisernen Kreuz II. Klasse ausgezeichnet. Nach einem Lazarettaufenthalt war er von 1941 bis 1945 Chef des Stabes beim Kommandeur für Kriegsgefangenenwesen im Wehrkreis V in Stuttgart. 1942 erfolgte die Beförderung zum Oberstleutnant der Reserve.
1954 war er Präsident des Verbandes der Deutschen Milchwirtschaft. Von 1958 bis 1967 war er Vorsitzender des Universitätsbundes Hohenheim. 1961 wurde er Mitglied des geschäftsführenden Präsidiums des Deutschen Raiffeisenverbandes, später wurde er Präsident.
Nach dem Tod Oskar Farnys 1983 wurde die Edelweißbrauerei in eine Stiftungsstruktur überführt. Oskar Farny war seit 1913 mit Elisabeth Farny verheiratet, die Ehe blieb kinderlos.

## Partei
In der Weimarer Republik war Farny Mitglied der Zentrumspartei. Nach dem Zweiten Weltkrieg trat er, obwohl er in Württemberg-Hohenzollern wohnte, zunächst in die bayerische CSU ein. Erst nach seiner Wahl in den Bundestag 1953 wechselte er zur CDU.

## Abgeordneter
Farny war von 1919 bis 1972 Mitglied des Gemeinderats seiner Heimatgemeinde Waltershofen und nach deren Eingemeindung 1972 Gemeinderat der Gemeinde Kißlegg.
Bereits 1920 wurde Farny in den Württembergischen Landtag gewählt, in dem er sein Mandat allerdings nur bis 1921 ausübte. Von 1930 bis Juni 1933, als er sein Mandat niederlegte, und von November 1933 bis 1945 war Farny Reichstagsabgeordneter. Mit der Zentrumsfraktion stimmte er am 24. März 1933 für das Ermächtigungsgesetz, das die Herrschaft der NSDAP sicherte. Er war dabei der einzige spätere Bundestagsabgeordnete, der – obwohl kein NSDAP-Mitglied – am 12. November 1933 auf dem NSDAP-Reichstagswahlvorschlag gewählt wurde und blieb in der Zeit des Nationalsozialismus Mitglied des Reichstags, der 1935 dem Gesetz zum Schutze des deutschen Blutes und der deutschen Ehre zustimmte.
Farny gehörte dem Deutschen Bundestag von der Bundestagswahl 1953 bis zum 11. November 1953 an. Am 7. Oktober 1953, einen Tag nach der Konstituierung des Bundestages, wurde er zum Minister für Bundesangelegenheiten des Landes Baden-Württemberg ernannt, der im Staatsministerium Baden-Württemberg angesiedelt war und die Vertretung des Landes beim Bund leitete. Er bekleidete dieses Amt bis zum 23. Juni 1960. Nach dem Rücktritt von Ministerpräsident Gebhard Müller, der 1958 zum Präsidenten des Bundesverfassungsgerichtes gewählt worden war, favorisierte dieser ihn als seinen Nachfolger; die CDU entschied sich jedoch für Kurt Georg Kiesinger.

## Ehrungen
Für seine Verdienste um die Qualitätssicherungsforschung in der Milchwirtschaft wurde Farny die Ehrendoktorwürde des Fachbereichs Agrarwissenschaften der Universität Hohenheim verliehen. 1960 wurde ihm das Bundesverdienstkreuz und 1975 die Verdienstmedaille des Landes Baden-Württemberg verliehen. 1977 erhielt er das Großkreuz des Silvesterordens.
Nach Farny sind die Staatliche Milchwirtschaftliche Lehr- und Forschungsanstalt Dr.-Oskar-Farny-Institut und der Oskar-Farny-Weg in Wangen im Allgäu sowie die Oskar-Farny-Halle und die Oskar-Farny-Straße in Waltershofen benannt. Außerdem vertreibt die Edelweißbrauerei Farny ein Oskar Farny Premium Pils.